# География на Колумбия
Колумбия е държава в северозападната част на Южна Америка, разположена между Амазонската низина на юг, Гвианската планинска земя на изток, Карибско море на север и Тихия океан на запад. Площта ѝ възлиза на 1 141 748 km², а населението към 1 януари 2020 г. – 50 372 000 души. Столица е град Богота.

## Географско положение, граници, големина, брегове
На изток Колумбия граничи с Венецуела (дължина на границата 2050 km), на югоизток – с Бразилия (1644 km), на юг – с Перу (1606 km), на югозапад – с Еквадор (586 km) и на северозапад – с Панама (263 km). Общата дължина на сухоземните граници (в т.ч. речни) е 6149 km. Дължината ѝ от север на юг е 1850 km, а от запад на изток – 1350 km. На север Колумбия се мие от водите на Карибско море с дължина на бреговата ивица 1680 km, а на запад – от водите на Тихия океан (1360 km). Бреговете на страната са слабо разчленени, предимно ниски, на много заблатени и обрасли с мангрови гори. На север е разположен големия полуостров Гуахира, а по характерните заливи по карибското крайбрежие са Мороскильо и Дариенски, последния с вътрешния залив Ураба. По тихоокеанското крайбрежие се намират малките заливи Купика, Тибуга, Буенавентура и Тумако. На Колумбия принадлежат и разположените далеч на северозапад в Карибско море малки островни групи Бахо Нуево, Бикон Ки, Ронкадор, Провиденсия, Сан Андрес и Албукерке, а в Тихия океан – остров Малпело.

Крайни точки:
- крайна северна точка – континентална – 12°27′28″ с. ш. 71°40′04″ з. д. / 12.457778° с. ш. 71.667778° з. д., нос Галинас, на брега на Карибско море (най-северната точка на Южна Америка); островна – 15°52′40″ с. ш. 78°38′12″ з. д. / 15.877778° с. ш. 78.636667° з. д., остров Бахо Нуево в Карибско море
- крайна южна точка – 4°13′34″ ю. ш. 69°56′44″ з. д. / 4.226111° ю. ш. 69.945556° з. д., на левия бряг на река Амазонка, при град Летисия, на границата с Бразилия.
- крайна западна точка – континентална 1°38′58″ с. ш. 79°00′31″ з. д. / 1.649444° с. ш. 79.008611° з. д., на брега на Тихия океан; островна – 12°10′00″ с. ш. 81°51′31″ з. д. / 12.166667° с. ш. 81.858611° з. д., островче от о-вите Албукерке, в Карибско море
- крайна източна точка – 1°21′30″ с. ш. 66°51′27″ з. д. / 1.358333° с. ш. 66.8575° з. д., десен бряг на река Рио Негро, на границата с Венецуела.

## Релеф
Природните условия на Колумбия са много разнообразни. На север, изток и юг се открояват обширни равнини заети от савани и гори, а на запад грандиозните хребети на Андите се редуват с дълбоки падини. По склоновете на планините са обособени всичките височинни пояси – от гъстите екваториални гори (хилеи) до вечните снегове.
Западните части на страната са заети от Колумбийските Анди. Те се състоят от три разтварящи се като ветрило на север планински вериги – Западни, Централни и Източни Кордилери. Източните Кордилери са широки до 270 km и са характери със своите заоблени и загладени крайни масиви с височина 3000 – 3900 m и плоски древноезерни котловини (в централните части) с височина 2500 – 2700 m. В една от тези котловини е разположена столицата Богота. Изключение от тези правила прави масива Сиера Невада де Кокуй с височина 5493 m. На юг и в централните части на Централните Кордилери са разположени голямо количество изгаснали и действащи вулкани: Уила (5750 m), Руис (5400 m), Топима (5215 m), Кумбал (4764 m), Пурасе (4800 m) и др. Северната част на Централните Кордилери завършва с планинския масив Антиокия с височина 2000 – 2500 m. Крайна западна верига се явяват дългите и тесни Западни Кордилери с височина до 4250 m. Източните Кордилери са отделени от Централните с широката 30 – 60 km и много дълбока долина на река Магдалена, а Централните от Западните – от долините на реките Каука и Патия. В североизточната част на страната се простира планината Сиера де Периха (3750 m), явяваща се северно продължение на Източните Кордилери. Северозападно от Сиера де Периха, в близост до брега на Карибско море е разположен изолирания планински масив Сиера Невада де Санта Марта, където се издига пик Кристобал Колон 5775 m, най-високата точка на Колумбия. На запад, покрай брега на Тихия океан се простира ниския (до 1810 m) хребет Серания де Баудо, отделен от Западните Кордилери чрез долината на река Атрато. На запад и север се простират обширните и заблатени Тихоокеанска и Прикарибска низини. Централните части на равнинния изток са заети от плато с остатъчни върхове с височина до 910 m. То плавно се понижава на север към низината на река Мета, на изток към горните течения на реките Ориноко и рио Негро и на юг към низините на реките Жапура (Какета) и Путумайо (леви притоци на Амазонка), в т.нар. Колумбийска Амазония.

## Геоложки строеж, полезни изкопаеми
Югоизточната част на Колумбия попада в древната Южноамериканска платформа, а северозападната – в нагъната система на Андите. Архайският и долно- и среднопротерозойския кристалинен фундамент на платформата е препокрит от седиментен чехъл, съставен от кредни, палеогенови и неогенови наслаги. Източните Кордилери в своите северни и южни части са изградени от кристалинни и метаморфни скали, а в средните – от мощни кредни и юрски шисти и пясъчници, пронизани от интрузии на диорити, габро и други скали. Централните Кордилери представляват огромен масив от кристалинни и метаморфни скали, издигнат по разломи и покрит на места от неоген-антропогенни вулканични лави и туфи. Между Източните и Централните Кордилери е разположена депресията (дължина до 600 km) на река Магдалена, представляваща огромен грабен, запълнен с мощни кредни и палеоген-неогенови наслаги. С тях са свързани големите нефтени и газови находища в Баранкабермеха. Западните Кордилери са изградени предимно от юрски и кредни вулканични пластове, съпроводени с интрузии от диорити, габро и ултраосновни скали. Депресията между Централните и Западните Кордилери, заета от долините на реките Каука и Патия е запълнена от палеоген-неогенови наслаги, като с тях са свързани находищата на въглища при град Кали. Бреговият хребет Серания де Баудо е изграден от кредни и палеогенови вулканични материали, съпроводени от интрузии на основни скали. С крайбрежните равнини и долините на реките Патия, Сан Хуан и Атрато са свързани алувиалните и разсипни находища на злато и платина. Дълбоката депресия в долните течения на реките Магдалена и Сину са нефтогазоносни. В Източните и Централните Кордилери се експлоатират магматогенни находища на железни и медни руди, сребро, а в района на Богота – находища на изумруди.

## Климат, води
Колумбия е разположена в екваториалния и субекаториалния климатични пояси с малки средномесечни температурни амплитуди. В низините средните месечни температури са до 20°С, на височина 1000 – 2000 m от 17°С до 22°С, на височина 2000 – 3000 m – от 13°С до 16°С, а над 4000 m – под 7°С. Годишната сума на валежите в Колумбийска Амазония е до 4000 mm, по тихоокеанското крайбрежие и западните склонове на Западните Кордилери – до 10 000 mm, като валежите падат целогодишно. В северно направление се появяват и удължават сухите периоди, а годишната сума на валежите значително намалява, като на полуостров Гуахира тя е до 200 mm. Малко е и количеството на валежите по източните подветрини склонове на планините и във вътрешните затворени долини.
Речната мрежа на Колумбия е много гъста, като реките са с предимно дъждовно подхранване и с големи различия на оттока през годината. Теченията им са съпроводени с множество бързеи, прагове и водопади, което затруднява корабоплаването. Най-големите реки на страната са: Амазонка (7100* km, по границата с Перу), Ориноко (2740* km, по границата с Венецуела), Рио Негро (2250* km, ляв приток на Амазонка), Какета (1930* km, ляв приток на Амазонка), Путумайо (1610* km, ляв приток на Амазонка), Магдалена (1540 km, влива се в Карибско море), Гуавяре (1497 km, ляв приток на Ориноко), Каука (1350 km, ляв приток на Магдалена), Мета (1100* km, ляв приток на Ориноко), Атрато (750 km, влива се Карибско море). По река Магдалена се осъществява 95% речния товарооборот на страната, а останалите реки са слабо пригодни за речно корабоплаване. В Източните Кордилери и в Северната низина има много малки езера, като най-голямо е Сапатоса.

## Почви, растителност, животински свят
Най-влажните Тихоокеанска и Амазонска низини и долните части на склоновете на планините са покрити с гъсти вечнозелени гори – хилеи или селва, развити върху червено-жълти латеритни почви. В сезонно влажните райони са разпространени саванни ляноси върху червени почви (равнините Мета), в т.ч. заблатени (в Прикарибската низина) или листопадно-вечнозелени гори (предимно в планините), развити върху кафеникаво-червени латеризирани почви. В крайния североизток растат ксерофилни храсти и кактуси. По влажните склонове на Андите много ясно е изразена височинната поясност. Долните части са заети от планинска хилея, която на 3000 – 3200 m се сменя с екваториални високопланински ливади, т.нар. парамос, а над 4700 – 4800 m са разположени вечни снегове. Растителността по платата, вътрешните склонове и долините на Андите е силно видоизменена от стопанската дейност на човека.
В Колумбия обитават типични южноамерикански животни. В горите има много маймуни, ягуари, мравояди, тапири, ленивци, а от влечугите – огромните гущери игуани и крокодили. Най-характерните птици са тукани, папагали и колибри.

## Природни райони
В зависимост от релефа, климата, почвите и растителността в Колумбия са обособени 5 природни района:
- Тихоокеански низина и хребета Серания де Баудо – заети от влажни вечнозелени гори;
- Прикарибска низина – заета предимно от сухолюбива саванно-храстова растителност;
- Равнините на река Ориноко и нейните леви притоци (Оринокия) – заети от високотревисти савани;
- Колумбийска Амазония – плата и низини заети от влажни вечнозелени екваториални гори;
- Анди – силно разчленен релеф и височинно-експозиционно разнообразие на климата и растителността.[1]